# Kirchdorf (ved Haag i Oberbayern)
 For alternative betydninger, se Kirchdorf. (Se også artikler, som begynder med Kirchdorf)
Kirchdorf er en kommune i Landkreis Mühldorf am Inn i den østlige del af regierungsbezirk Oberbayern i den tyske delstat Bayern. Den er medlem af Verwaltungsgemeinschaft Reichertsheim.

## Geografi
Kirchdorf ligger i region Sydøstoberbayern i Bayerisches Alpenvorland på en bakke med udsigt til nabokommunen Haag og i baggrunden de Bayerske Alper. Kirchdorf ligger hvor hovedvejene B 15 og B 12 krydser hinanden omkring 20 kilometer vest for Waldkraiburg, 17 km nord for Wasserburg, 51 øst for München, 15 syd for Dorfen og 30 km fra Mühldorf am Inn.
Ud over Kirchdorf, ligger i kommunen landsbyerne Berg og Fürholzen.

### Nabokommuner
- Haag, Oberndorf
- Sankt Wolfgang
- Obertaufkirchen
- Reichertsheim